# Ho messo i miei occhi nei vostri occhi

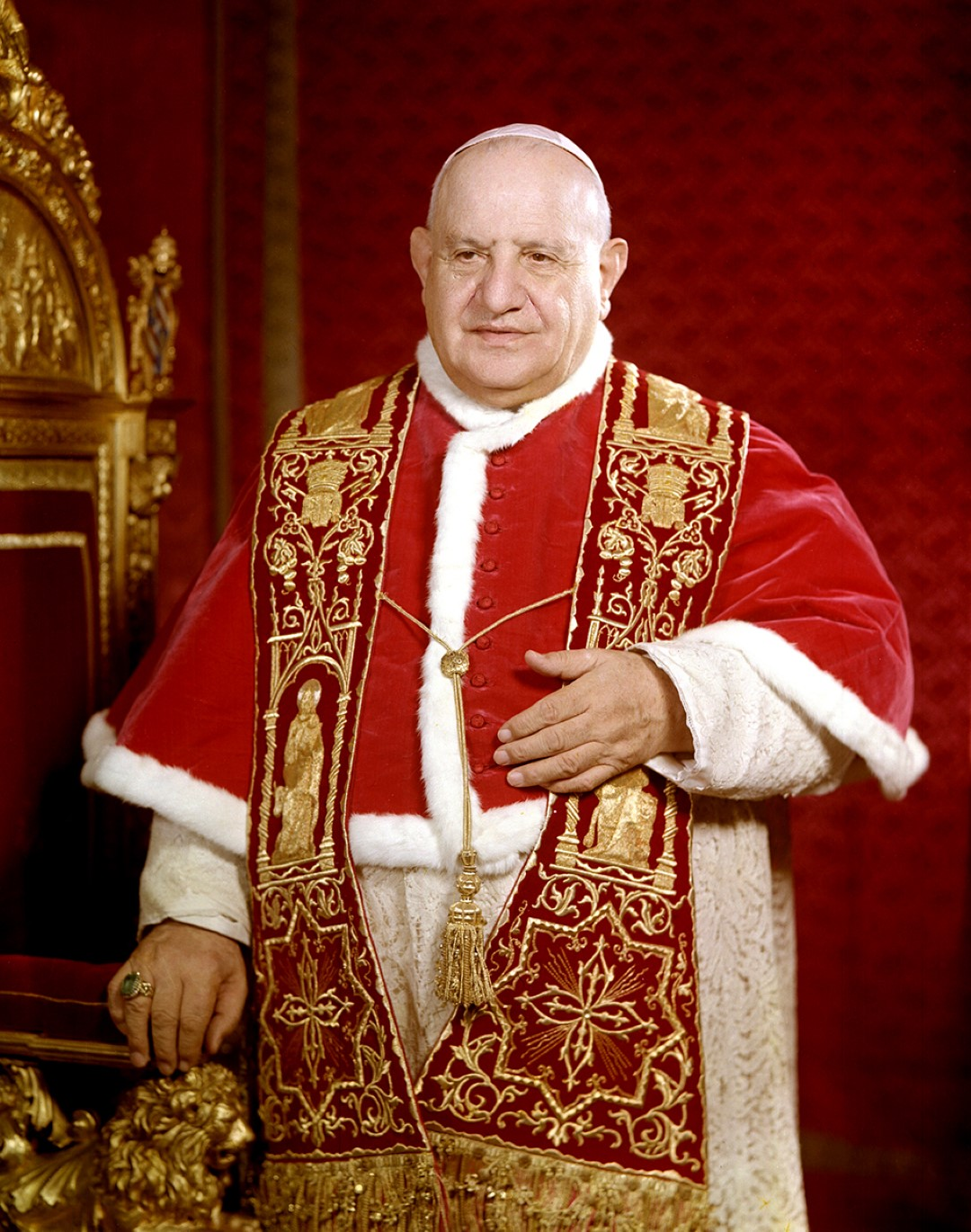
Papa Giovanni XXIII

"Ho messo i miei occhi nei vostri occhi" è il passaggio principale del discorso che papa Giovanni XXIII rivolse ai detenuti del Carcere di Regina Coeli durante la sua visita del 26 dicembre 1958.

## Eventi che precedettero la visita del Papa a Regina Coeli
Il 28 ottobre 1958, con grande sorpresa della maggior parte dei fedeli, il patriarca di Venezia, cardinale Angelo Roncalli fu eletto papa. Assunse il nome di Giovanni XXIII. Secondo alcuni analisti sarebbe stato scelto principalmente per l'età. Dopo il lungo pontificato del predecessore Pio XII, i cardinali avrebbero scelto un uomo che, per l'età avanzata e la modestia personale, si presumeva che fosse un papa di «transizione».
Giunse inaspettato, invece, il suo calore umano, il buon umore e la gentilezza che conquistarono l'affetto di tutto il mondo cattolico e la stima dei non cattolici. Un tratto distintivo del suo pontificato furono i «fuori programma», spesso coinvolgenti. 
Essi riempirono quel vuoto di contatto con il popolo che i precedenti pontefici avevano perseguito con una comunicazione distante e preservato in virtù di un ormai sorpassato ruolo immanentista e dogmatico. Per il primo Natale da papa, Giovanni XXIII visitò e benedisse i bambini malati dell'ospedale romano Bambin Gesù, alcuni dei quali furono talmente sorpresi che lo scambiarono per Babbo Natale. Fu la prima "uscita" del papa al di fuori delle mura della Città del Vaticano, che volle dedicare a un'opera di misericordia
Il giorno successivo, memoria liturgica di Santo Stefano - come seconda opera di misericordia - visitò i carcerati nella prigione romana di Regina Coeli. Erano quasi novant'anni che un papa non si recava in un carcere.

## Contenuto del discorso
La visita di papa Giovanni XXIII, il 26 dicembre del 1958, fu un evento particolarmente speciale, coerente con l'impostazione innovatrice del suo pontificato. 
Il papa celebrò la messa di Santo Stefano nella Rotonda del carcere - per l'occasione trasformata in cappelletta - chiedendo appositamente che un detenuto gli facesse da ministrante. Dopo la celebrazione, si rivolse a braccio ai detenuti con semplicità e con riferimenti che destarono sensazione per lo stile inconsueto.
Roncalli iniziò ricordando un episodio della sua infanzia, quando un suo parente fu messo in carcere dai carabinieri per un reato di frodo. Ciò contribuì subito a farsi sentire dai reclusi come una figura in grado di capire i loro problemi.
Proseguì con le due frasi principali del suo discorso, che confermarono pienamente la vicinanza del papa verso gli afflitti dalla pena carceraria e il suo intento di contrassegnare di opere di misericordia il suo pontificato.
Dopo la benedizione, Roncalli chiese ai detenuti di mettere al corrente i familiari della sua visita.
Le parole del papa suscitarono una reazione incredibile da parte dei detenuti. Gli applausi e le grida, gli impedirono di terminare il discorso. Il papa fu letteralmente acclamato. Non si era mai vista una situazione simile in un luogo di reclusione.

Il passaggio di Giovanni XXIII nei corridoi di Regina Coeli

Il papa chiese allora che gli fossero aperti i cancelli a pianterreno del carcere per poterlo visitare anche all'interno, nei corridoi. Simbolicamente intendeva in tal modo attraversare tutti i luoghi di detenzione. 
I reclusi avevano ricevuto l'ordine di rimanere sugli attenti a fianco alle porte delle rispettive celle, ma al passaggio del pontefice uno di essi, condannato per gravi crimini, inaspettatamente gli si gettò piangente ai piedi. Il detenuto lo guardò con occhi arrossati dal pianto e gli domandò: «Le parole di speranza che lei ha pronunciato valgono anche per me, che sono un grande peccatore?». Il papa non rispose. Si chinò sull’uomo, lo sollevò, lo abbracciò e lo strinse a lungo a sé.
Dopo aver visitato anche l’infermeria, Roncalli volle essere ritratto in mezzo ai detenuti. L’episodio che lo colpì maggiormente però lo apprese una volta varcato il portone del penitenziario. Trecento detenuti, chiusi nelle celle di rigore perché considerati pericolosi, non avevano potuto vederlo. Volle allora inviare a ciascuno di essi un’immagine assicurando loro che non li avrebbe dimenticati nelle sue preghiere.